# 渡邊博史
渡邊 博史（わたなべ ひろし、1949年6月26日 - ）は、日本の財務官僚、経済学者（国際金融環境論）。学位は経済学修士（ブラウン大学・1975年）。公益財団法人国際通貨研究所理事長。血液型はA型。報道などでは新字体で渡辺 博史（わたなべ ひろし）と表記されることもある。

## 経歴

### 大蔵省から国際協力銀行
1949年、東京都文京区生まれ。
1968年に東京教育大学附属中学校・高等学校（現・筑波大学附属中学校・高等学校）を卒業し、東京大学に入学。1〜2年次は学園紛争でほとんどの授業が開講されておらず、政治及び日本思想史を学んでいた。
1971年 司法試験合格。1972年に東京大学法学部第2類（公法コース）を卒業し、大蔵省に入省した。同期に津田広喜、木村幸俊、五味廣文、藤原隆、潮明夫、滝本豊水など。大蔵省では主税局を中心にキャリアを重ね、後に国際畑に転じた。1975年、アメリカ合衆国のブラウン大学にて修士号を取得している。国際局次長、国際局長を経て、2004年に財務官に就任し、2007年まで務めた。
財務省退職後は国際金融情報センター顧問に就任し研究活動を続けており、2008年10月から日本政策金融公庫の国際部門である国際協力銀行の経営責任者を務めた。2012年4月から日本政策金融公庫より分離・独立した株式会社国際協力銀行代表取締役副総裁を務め、2013年12月、総裁に就任。2016年6月、退任。2016年10月、公益財団法人国際通貨研究所理事長。

### 日本銀行副総裁候補

#### 人事案に対する評価
2007年度末ころから、日本銀行総裁候補や副総裁候補として名前が度々挙がっており、民主党幹事長の鳩山由紀夫は渡辺の名が挙がった際に「財務官の方が世界が広い。国際金融に詳しいことは間違いない。財務省（出身）だからすべてだめと言っているわけではない」と評し、容認する姿勢を見せていた。内閣総理大臣の福田康夫も、渡辺の能力、経験、人物が副総裁に相応しいと語っており、ねじれ国会の下で日銀正副総裁が欠ける異常事態の中で2008年4月7日、内閣から衆議院、参議院に対し、日本銀行副総裁候補として提示された。渡辺副総裁案は日銀出身と財務省出身が交互に総裁職を務めるたすきがけ人事などの慣行的人事を崩すという一方で、財務官僚の中で過去2回提示された財政寄りとされた武藤敏郎や田波耕治と異なり金融寄りの渡辺博史ということに参議院野党にアピールをする形で日本銀行政策委員会のメンバーに財務省出身の人間を入れることを目的とした妥協案でもあった。
この人事案に対し、鳩山は「（財務省から日銀への）天下りとは考えない」と明言した。武藤や田波の総裁就任に強く反対した民主党同意人事検討小委員長の仙谷由人も、渡辺の副総裁就任について「財務省出身だから即不同意という機械的な話はあり得ない」として同意を示唆した。民主党副代表の前原誠司も「渡辺さんは立派な方。私はいいと思う」と発言しており、民主党では「容認論が大勢となりつつあった」とされる。
渡辺の人事案と同時に、日本銀行総裁代行・副総裁の白川方明を総裁候補とする人事案も提示されており、白川では「元財務事務次官の武藤（敏郎）前副総裁が政官界に太いパイプを持っていたのに比べて心もとない」との懸念があったが、ニッセイ基礎研究所のシニアエコノミストらは、国際金融に携わった渡辺と白川との組み合わせなら「うまくバランスがとれる」と評し、「渡辺氏のネットワークと交渉能力がフルに生きるのでは」と指摘している。

#### 副総裁候補として所信表明
2008年4月8日、衆議院と参議院の議院運営委員会にて、日本銀行正副総裁候補として白川、渡辺の所信聴取が行われた。衆議院議院運営委員会では両者の所信聴取と質疑が終了すると、与野党の出席委員たちから大きな拍手が起こった。仙谷由人は「50歳代後半の2人は、これまでの惰性的な財務省・政府・政治の言動をおもんばかった政策から（転換し）、毅然とした透明性の高い説明ができ、組織改革ができると好印象を持った」としたうえで、「これまで（過去2回提示された財務次官経験者）と違うのは、国際金融で（海外を）飛び回っていた人。財務省でも財政担当者出身と感覚が違うと感じた」と述べている。国民新党国会対策委員長の糸川正晃も「国際社会の中でも評価が高いと感じている」と指摘しており、与野党から高い評価を得た。

#### 民主党幹部からの留守番電話
ところが、民主党国会対策委員長の山岡賢次が、渡辺の留守番電話に対し「民主党は反対するとお伝えしておく」との伝言を残していたことが発覚した。
2008年4月8日の参議院議院運営委員会の所信聴取の席上、参議院議員の西田昌司が「民主党幹部が『あなたの人事に反対なので伝えておく』と電話したという話がある」と事実関係を質したが、渡辺は「答えを差し控える」と回答し明らかにしなかった。同日、民主党幹部は電話を掛けたのは山岡だったことを認めたが、山岡自身は「プライベートなことだからノーコメント」と主張しマスコミからの取材を拒否した。
山岡の電話は内閣が国会に対し渡辺副総裁案を提示する前に掛けられていることから、「人事案の決定前に、国会議員が候補者に反対だと直接伝えるのは、辞退するよう政治的圧力をかけたようなものだ」と自民党幹部は語った。委員会質疑において、西田も「事実なら人事への政治介入で重大問題だ」と指摘し、また自民党国会対策委員長の大島理森は山岡の参考人招致の検討を表明し、政治問題化することとなった。

#### 参議院で不同意
2008年4月8日、民主党国会同意人事検討小委員会が開催され、小委員長の仙谷由人は「小委員会の意見としては、白川総裁に同意、渡辺副総裁も同意が可能というのが大勢だった」と公表した。しかし、小沢代表の強い意向を背景に、国会対策委員長の山岡賢次と参院議員会長の輿石東の2名が強硬に不同意を主張したことから、民主党役員会にて副総裁人事案への不同意が決まった。民主党幹事長の鳩山由紀夫は「努力が実らず申し訳ない思い」と謝罪した。
自由民主党幹事長の伊吹文明らは「鳩山由紀夫民主党幹事長の意見も入れて民主党内が収まることを条件にして渡辺さんを（候補に）入れた」として反発した。
2008年4月9日の参議院本会議では、渡辺の副総裁人事案に対し、自由民主党や公明党だけでなく、民主党と統一会派を構成する国民新党の全議員が賛成した。さらに、民主党からは渡辺秀央、大江康弘、藤原正司が賛成し、犬塚直史、風間直樹は棄権、桜井充、木俣佳丈は欠席するなど、造反議員が相次いだため、票差は6票差にまで迫ったものの不同意となった。2007年から2009年までのねじれ国会下の中で参議院で不同意となった人事案件の中では票差が最小となったが、民主党内では渡辺副総裁案に賛成する議員が多く出る中で、最終的に反対という方針を決定したことにおいて党内意思決定過程の問題を露呈し、3人の造反議員の招くことになった（後述）。それに対し、衆議院では渡辺の人事案は同意された。両院から同意されなかったことで、渡辺の副総裁就任は不可となった。
民主党は渡辺の副総裁就任に同意しなかった理由について、財務省からの天下りを規制するためと説明した。そのため、日本銀行出身で山形県知事を務める斎藤弘から「（道路特定財源問題に続き）『政争の具にする愚』再び、としか言いようがない」と強い口調で批判された。斎藤は、1998年の日本銀行法改正により日銀の独立性が保障されていることに触れたうえで「天下りと言うなら、日銀の上に何かがあるということになるが、何があるのか」と指摘し、「天下り規制というのは旧日銀法の考えで、おっしゃっているのでは。法律の趣旨を理解いただければ、そんな考え方はできないと思う」と述べ、財務省財務官から日本銀行副総裁への転身を天下りと規定するのは「（日銀の独立性を明確にした）日銀法の趣旨を踏みにじることになる」と指摘した。
造反した民主党議員も、渡辺秀央が「（党執行部は）組織の考え方を無視して政局絡みの判断をした」と主張し、大江康弘も「今回の（執行部の）決定はおかしい。小沢一郎代表は、非常にかたくなで、何かに固執した中で決定した」と述べ、揃って民主党執行部を批判した。造反しなかった民主党議員からも批判の声が挙がり、副代表の前原誠司は「わが党は7割5分から8割が渡辺氏でいいということだったので、不透明さが残った」と指摘している。
2024年、瑞宝重光章受章。

## 政策

### 市場重視
渡辺の前任の財務官だった溝口善兵衛は為替介入に積極的で大規模な円売りドル買いを実施したことから「ミスター・ドル」との異名を持つほどだったが、渡辺は財務官としては一度も為替介入をしなかったことから「市場重視派」と指摘されている。

### 国際金融
大蔵省国際金融局、財務省国際局のポストを歴任したことから、国際金融市場についての識見には定評がある。通貨政策の最高責任者である財務官を3年間務めており、他国の金融当局の人脈も豊富とされ、「温厚な国際経済通」と指摘されている。

### 為替介入
2008年4月8日の参議院議院運営委員会にて、渡辺は為替介入には3種があると説き、「救済的な介入」、および、「スムージング・オペレーション」であれば行うべきだが、「水準を設定するための為替介入」は望ましくないと指摘している。

#### 渡辺の示した為替介入の3類型
「救済的な介入」
渡辺の説明では、事件、事故などで市場がひじょうに大きく変動した際に、市場参加者に対して悪影響を与えないための為替介入を指す。
「スムージング・オペレーション」
渡辺の説明では、「救済的な介入」までには至らないものの、あるきっかけで市場が大きく変動し不安定化した際に、その振幅の最小化を目指す為替介入を指す。渡辺は「ある日突然、急激に円がドルに対して上がるということが起こった場合には、そこにたまたま輸出決済などがあった人達に大きな影響を与えるので、そういうことについての対応はあってしかるべき」と指摘した。
「水準を設定するための為替介入」
渡辺は「本来の介入の趣旨を外れている」ため「やるべきではない」と指摘した。

### 中央銀行の独立性
2008年4月8日の衆議院議院運営委員会にて日本銀行副総裁候補者としての所信聴取が行われた際、「金融政策の透明性と独立性は極めて重要と考えている。市場との対話を通じて、説明責任を果たすよう努め、国民のみなさまに信認いただけるよう努力する」と発言している。
財務省出身者が日本銀行の副総裁に就くことに関しては、マスコミからの取材に対し「日銀など重要な仕事は出自がどうこうということではないと思っている」と指摘している。

### 消費税
2014年9月3日、記者団との会合で、2015年10月に予定されている消費税率10%への引き上げを延期した場合、長期金利の上昇・円安の進行が起こり、日本経済のマイナス要因となるとの見解を示した。

## 人物
大蔵省国際金融局での経験が長く、財務官としても活動したことから、国際金融畑に明るく、ヨーロッパを中心とした金融市場についての研究書を多数上梓している。吉野直行（後の金融庁金融研究研修センター長）や北脇保之（後の浜松市市長）らとの共著もある。
趣味は読書であり、特にミステリー小説を好んでいる。国際経験を生かし、国際関係論や比較文化論の観点でミステリー小説を論じた『ミステリで知る世界120ヵ国――開発途上国ミステリ案内』なる異色な著書も上梓している。

## 略歴

### 学歴
- 1949年 東京都文京区生まれ
- 1965年3月 東京教育大学附属中学校卒業
- 1968年3月 東京教育大学附属高等学校卒業
- 1971年10月 司法試験合格
- 1972年3月 東京大学法学部第2類（公法コース）卒業[3]
- 1975年6月 ブラウン大学経済学系大学院修士課程修了

### 職歴
- 1972年4月 大蔵省入省、大臣官房秘書課配属
- 1973年5月 大臣官房秘書課調査係長心得[27]
- 1974年5月 大臣官房付留学（米国ブラウン大学経済学系大学院）
- 1976年7月 理財局総務課企画係長[28]
- 1977年7月 彦根税務署長
- 1978年7月 国際金融局投資第一課課長補佐
- 1980年7月 理財局国債課課長補佐
- 1982年6月 主税局税制第三課課長補佐
- 1983年6月 主税局税制第一課課長補佐（所得税）[29]
- 1987年7月 大臣官房企画官兼主税局総務課
- 1989年6月 日本輸出入銀行人事部（財団法人国際金融情報センター総務部長）
- 1992年7月 主税局税制第三課長
- 1994年7月 主税局税制第二課長
- 1995年7月 大臣官房秘書課長
- 1998年7月 大臣官房審議官（国際局担当）
- 1998年7月 大蔵大臣秘書官事務取扱（-2001年4月、宮澤喜一蔵相、財務相）
- 2001年7月 大臣官房審議官（国際局担当）
- 2002年7月 国際局次長
- 2003年1月 国際局長
- 2004年7月 財務官
- 2007年7月 財務省顧問
- 2007年10月 財団法人国際金融情報センター顧問
- 2008年4月 一橋大学大学院商学研究科教授
- 2008年10月 国際協力銀行経営責任者、国立大学法人一橋大学顧問
- 2012年4月 株式会社国際協力銀行代表取締役副総裁
- 2013年12月 同社代表取締役総裁
- 2016年6月 退任
- 2016年10月 公益財団法人国際通貨研究所理事長
- 2017年6月 三菱マテリアル取締役[30]
- 2020年6月 オリックス取締役[31]

## 著作

### 単著書
- 渡辺博史著『新利子課税制度早わかり――新制度のポイントと対策』（大蔵財務協会、1987年）
- 渡辺博史著『新利子課税制度詳解――新制度のポイントと対策』（大蔵財務協会、1988年）
- 渡辺博史著『ミステリで知る世界120ヵ国――開発途上国ミステリ案内』（早川書房、1993年）ISBN 4152035633
- 渡辺博史著『中・東欧諸国の経済――現状と展望』（関西経済研究センター、1997年）

### 共著書
- 渡辺博史ほか執筆『改正税法のすべて』昭和62年度版（大蔵財務協会、1987年）
- 渡辺博史ほか執筆『改正税法のすべて』平成元年度版（大蔵財務協会、1989年）
- 渡辺博史・金森葰治・塩見広太郎著『ビジネスマンのための東欧情報』（有斐閣、1992年）ISBN 4641068917
- 小川和男・渡辺博史著『変わりゆくロシア・東欧経済――市場化の試練と西側の対応』（中央経済社、1994年）ISBN 4502621218

### 編著書
- 渡辺博史編著『演習消費税ガイドブック』（財経詳報社、1989年）ISBN 4881770764

### 編書
- 渡辺博史編『税制改革――『政府税制調査会答申』を中心に』（大蔵財務協会、1988年）
- 渡辺博史・北脇保之共編『新利子課税制度関係法令集――国税・地方税最新法令収録 法律・政令・省令三段対照』（大蔵財務協会、1988年）
- 大場智満・渡邊博史編『NEWヨーロッパを読む――75のキーワード』（有斐閣、1995年）ISBN 4641067287

### 訳書
- P・M・ガーバー・S・R・ワイズブロッド著、吉野直行・真殿達・渡邊博史監訳『最新アメリカ金融入門』（日本評論社、1994年）ISBN 4535550018

### 寄稿
- 渡辺博史稿「投資環境としての中欧3国とその通貨政策」ロシア東欧貿易会編『中東欧諸国における外資の進出状況とマクロ経済の動向実態調査』（ロシア東欧貿易会、2001年）

## 関連人物
- 伊藤隆敏
- 小沢一郎
- 白川方明
- 田波耕治
- 西村清彦
- 福田康夫
- 武藤敏郎